# Strzelanina w Douglas High School w Parkland
Strzelanina w Douglas High School w Parkland – wydarzenie, do którego doszło 14 lutego 2018 w szkole średniej Marjory Stoneman Douglas High School w Parkland (obszar metropolitalny Miami), w stanie Floryda, w Stanach Zjednoczonych, kiedy 19-letni Nikolas Cruz otworzył ogień do uczniów i personelu szkoły, zabijając 17 osób i raniąc 17 innych. Cruz, były uczeń szkoły, uciekł z miejsca zdarzenia pieszo po ataku kryjąc się w tłumie uczniów. Aresztowany około godzinę później nieopodal Parkland w pobliskim Coral Springs. Oskarżony o 17 morderstw z premedytacją i 17 usiłowań zabójstwa. Policja i prokuratorzy badali także wcześniejsze zachowania Cruza wskazujące na czynniki związane z problemami dyscyplinarnymi i denerwującym zachowaniem.
Strzelanina w Parkland to trzecia co do skali tragedia szkolna w Stanach Zjednoczonych po masakrze w Virginia Tech (33 ofiary) oraz strzelaninie w Newtown (28 ofiar) i najkrwawsza masakra w historii Stanów Zjednoczonych dokonana w szkole średniej, przewyższając niesławną masakrę w Columbine High School; sprawca ataku w Parkland Cruz przyznał się do czynu. Strzelanina w Parkland wywołała szerokie poparcie społeczne dla zwiększenia kontroli nad bronią, które już wcześniej było mocniejsze, po masakrach w Las Vegas i Sutherland Springs.
Uczniowie z Parkland założyli Never Again MSD, organizację lobbującą na rzecz zwiększenia kontroli nad bronią w USA. W marcu ówczesny gubernator Florydy Rick Scott podpisał ustawę wprowadzającą restrykcje w zakupie broni palnej na Florydzie i pozwalającą na uzbrajanie nauczycieli w szkołach i zwiększenie możliwości reagowania oficerów do spraw zasobów szkolnych.
Po ataku biuro szeryfa hrabstwa Broward zalała fala krytyki z powodu nieudolnej reakcji policji na strzelaninę i brak reakcji na wcześniejsze zachowania Cruza. Krytyka ta doprowadziła do odsunięcia od obowiązków kilku policjantów, którzy byli wówczas na miejscu tego ataku oraz do rezygnacji szeryfa, którym wówczas był Scott Israel. Komisja powołana przez gubernatora stanu potępiła brak reakcji policji na zdarzenie i poleciła szkołom w tym stanie wdrożenie lepszych procedur bezpieczeństwa.
W dniu 20 października 2021 roku Cruz oficjalnie został uznany winnym dokonania masakry przez sąd i sam jeszcze raz przyznał się do winy i przeprosił publicznie rodziny zabitych przez siebie ofiar za swoje czyny. W dniu 13 października 2022 roku sprawca został skazany na dożywocie bez możliwości ubiegania się o zwolnienie warunkowe.

## Przebieg strzelaniny

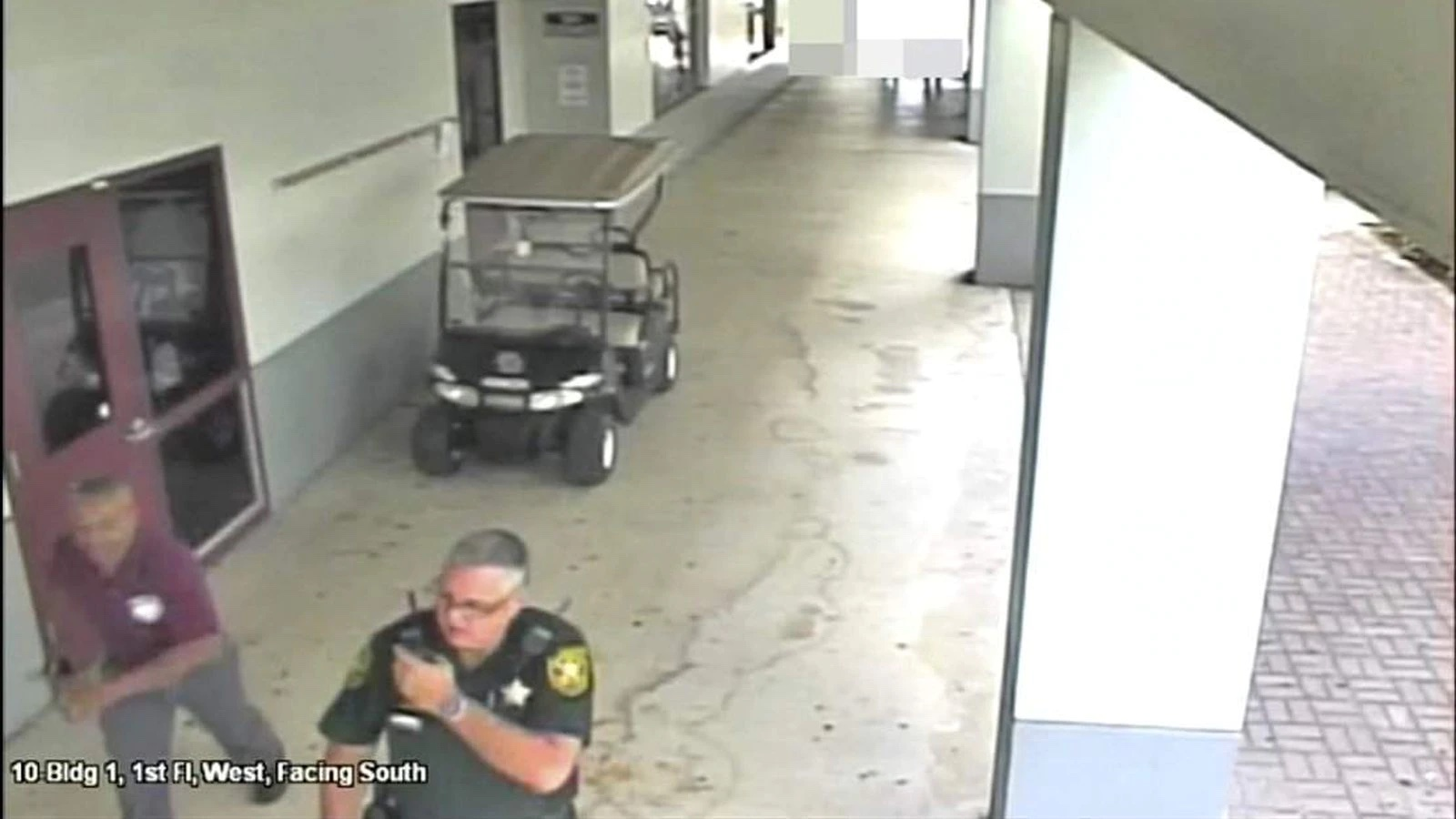
Policjanci na zewnątrz szkoły w trakcie strzelaniny.

Strzelanina rozegrała się po południu 14 lutego 2018 roku w szkole średniej Marjory Stoneman Douglas High School w Parkland na przedmieściach Fort Lauderdale na Florydzie. Sprawca miał pokrowiec na gitarę, w którym był karabinek AR-15, a także posiadał przy sobie duży plecak. Cruz przybył pod szkołę ok. godz. 14:19, podwieziony na miejsce przez przewóz Ubera. Został zauważony przez funkcjonariusza policji, gdy szedł w kierunku szkoły.
Kilka osób widziało uzbrojenie napastnika kiedy wchodził do szkoły, ale nikt nie zareagował – wśród tych osób było kilku członków personelu i policjantów, co później wywołało falę krytyki.
O 14:21 Cruz wszedł do budynku szkolnego numer 12 i skierował się w stronę klatki schodowej we wschodniej części budynku. Przechodzący obok uczeń Chris McKenna zauważył jak Cruz ładuje broń. Cruz powiedział McKennie, by oddalił się z tego miejsca, mówiąc mu, że za chwilę rzeczy [w szkole] potoczą się w nieład. McKenna, posiadając podejrzenia odnośnie Cruza, pobiegł wówczas na korytarz i powiedział o nich nauczycielowi Aaronowi Feisowi. Nauczyciel wówczas wracał z treningu z boiska przy szkole i wchodził do budynku na korytarz; nie zdążył on jednak zareagować.
Pierwsze strzały zostały wystrzelone o godzinie 14:21:34. Cruz otworzył ogień na korytarzu, zabijając ucznia Luke'a Hoyera wieloma strzałami w plecy, a chwilę później uczennicę Ginę Montalto strzałami oddanymi w klatkę piersiową. Cruz oddał strzał w zwłoki uczennicy, by upewnić się czy nie żyje i kontynuował atak. Następnie zasypał strzałami innego ucznia Martina Duque, który później zmarł w karetce w drodze do szpitala. Znajdująca się na schodach uczennica Ashley Baez została ponadto trafiona i raniona w nogi strzałami skierowanymi w stronę innych uczniów. Pierwsze trzy zabójstwa nastąpiły przed klasą numer 1215. Po ostrzelaniu uczniów na korytarzu, Cruz skierował ogień przez oszklone okienka w ścianie do wnętrza klasy numer 1216. Ranił 3 uczniów w środku i zastrzelił ucznia Alexandra Schachtera, strzałami oddanymi w głowę i klatkę piersiową. Świadkowie mówili później, że Schachter dusił się własnym wdechem i powietrzem przed śmiercią. W tym momencie raniona wcześniej na korytarzu Baez, korzystając z faktu iż Cruz strzelał wtedy do klas, podniosła się i, mimo ran, zdołała uciec do klasy znajdującej się dalej od miejsca gdzie strzelał wówczas sprawca. Kiedy Cruz oddawał pierwsze strzały w szkole uruchomił się alarm przeciwpożarowy – mógł się on uruchomić po ogniu wystrzelonym z broni napastnika.
O godzinie 14:22 Cruz, po przeładowaniu broni, udał się następnie w stronę klasy numer 1214. Ranił nie-śmiertelnie 4 uczniów i zastrzelił ucznia Nicholasa Dworeta pojedynczym strzałem w głowę oraz uczennicę Helenę Ramsay strzałami w klatkę piersiową. Uczennica, podobnie jak wcześniej zastrzelony uczeń w innej klasie, najprawdopodobniej udusiła się po postrzale. Po zaatakowaniu klasy 1214, Cruz wrócił pod salę 1216, w której wcześniej oddał strzały. Ponownie otworzył ogień do wnętrza klasy, zasypując strzałami i zabijając dwie uczennice – Alyssę Alhadeff oraz Alainę Petty. Ranił dwóch następnych uczniów w tej klasie i ponownie odszedł od niej. Z powodu faktu, że zamachowiec miał przez okna na korytarzach widok na całą objętość każdej z klas, uczniowie nie byli w stanie zareagować i bezpiecznie się ukryć. Dwóch z zabitych uczniów uczestniczyło wtedy akurat w lekcji historii na temat Holokaustu. Spekuluje się, że napastnik umyślnie wybrał tę klasę na miejsce ataku z powodu swoich skrajnie prawicowych przekonań.
W tym momencie w szkole został nadany kod ostrzegający przed strzelaniną na jej terenie i powiadamiający policję o zdarzeniu. Jeszcze w tej samej minucie kiedy napastnik otworzył ogień, jeden z członków personelu powiadomił resztę administracji szkoły o strzałach i chwilę później nadano ów kod. Pierwszym policjantem, który zjawił się na miejscu był Scot Peterson, który jednak nie zareagował w odpowiedni sposób na sytuację i przez całą strzelaninę stał na zewnątrz szkoły i czekał na przybycie sił specjalnych. Także w tym momencie, jeden z nauczycieli Christopher Hixon, który przebywał na zewnątrz szkoły i nie słyszał strzałów – wszedł do zaatakowanego już budynku. Cruz zobaczył go i oddał kilka strzałów w nogi nauczycielowi. Zdołał się on jednak wczołgać do zagłębienia przed jedną z klas. Napastnik oddał jeszcze kilka strzałów w stronę klasy numer 1214, ale nie trafił tam nikogo. O 14:23 skierował ogień do klasy numer 1213. Zastrzelił uczennicę Carmen Schentrup, strzałami w brzuch, i ranił 3 uczniów. Jedna z ranionych tam uczennic Maddy Wilford przeżyła trzy strzały w klatkę piersiową i ramię. Po strzelaninie ponadto, służby wzięły ją na kilkanaście minut ich akcji ratunkowej za martwą, ale później zorientowano się, że Wilford żyje i zabrano ją do szpitala.
Cruz wrócił się spod klasy z powrotem na korytarz przy drzwi wejściowe i znalazł tam ukrywającego się nauczyciela Hixona. Strzelił do niego kilka razy i śmiertelnie go ranił. Hixon zmarł później w prowizorycznym namiocie postawionym przez służby ratunkowe przed szkołą dla najciężej rannych. W tej chwili do szkoły wszedł wcześniej ostrzeżony przez McKennę nauczyciel Aaron Feis i zobaczył jak Cruz zabija Hixona. Sprawca wszedł na klatkę schodową prowadzącą na drugie piętro i zastrzelił przy tym próbującego uciec w tym samym kierunku nauczyciela Feisa, który usiłował się dostać na drugie piętro w szkole. Na drugim piętrze zadziałały procedury na wypadek sytuacji z aktywnym strzelcem – uczniowie i nauczyciele zabarykadowali się w klasach. Niektóre klasy zostały opuszczone przez uczniów i personel, którzy uciekli do pomieszczeń dla nauczycieli. Sprawca usiłował strzelać przez drzwi od klas, ale nie ranił nikogo. Jeden ze świadków usłyszał to jak sprawca powiedział sam do siebie, że nikogo tu nie ma. Chwilę później, o godzinie 14:24 Cruz wszedł na trzecie piętro szkoły. Napotkał na korytarzu i zastrzelił nauczyciela Scotta Beigela strzałem w klatkę piersiową. Raniona odłamkiem kuli została przechodząca tamtędy nauczycielka Stacey Lippel. Następnie Cruz zaczął biec przed siebie w amoku i strzelać do uczniów na korytarzach, którzy usiłowali przed nim uciec. Zasypał strzałami w nogi i klatkę piersiową ucznia Anthony'ego Borgesa, który został krytycznie ranny. Inny uczeń Joaquin Oliver usiłował ukryć się w łazience, ale okazało się, że drzwi się zacięły. Uczennica Meadow Pollack została krytycznie raniona przez Cruza i również usiłowała wczołgać się do łazienki. Przebywający obok niej uczeń został ciężko ranny od strzałów, ale przeżył. Cruzowi zacięła się wówczas broń, ale ją odblokował. W tym czasie jednak uczniowie, których prowadził jeden z nauczycieli Ernst Rosperski przebiegli wzdłuż korytarza na klatkę schodową i większość z nich uciekła sprawcy nie odnosząc obrażeń. Jedynie uczeń Kyle Laman został trafiony w nogę kiedy sprawca odblokował broń, ale uczeń ten również uciekł. Cruz następnie, już o 14:25, strzelił do uczennicy Jaime Guttenberg, która chciała uciec przez klatkę schodową za grupą uczniów, ale została trafiona w szyję. Zmarła niedługo później z powodu wykrwawienia się na śmierć. Napastnik zauważył też ucznia Petera Wanga, który przytrzymywał drzwi dla uczniów z korytarza, którzy chcieli dostać się do środka. Cruz zastrzelił go pojedynczym strzałem oddanym w głowę. Następnie podszedł on do zakątka przy łazience gdzie leżała ciężko ranna Pollack i ukrywająca się w pobliżu inna uczennica Cara Loughran. Ta ostatnia zastygła ze strachu kiedy sprawca się zbliżył. Pollack wówczas rzuciła się, by osłonić koleżankę, ale obie dziewczęta zostały rozstrzelane na śmierć przez zamachowca. Oddał też strzał do usiłującego się ukryć w okolicach łazienki Olivera. Uczeń został trafiony w głowę i nogi i zastrzelony przez Cruza. Oliver został zastrzelony o 14:25:19 i był ostatnią ofiarą masakry w Parkland. 
Cruz następnie skierował się w stronę specjalnego pomieszczenia dla nauczycieli w sali numer 1240 gdzie próbował strzelać do uciekających osób przez okno, ale kule nie przebiły szkła, które zostało tak wykonane by było odporne na wichry i inne niebezpieczeństwa. O godzinie 14:26 (inne wersje mówią o 14:27) Cruz przestał strzelać i uciekł z budynku szkoły przez wmieszanie się w tłum uczniów. Zostawił jego karabin na podłodze na 3. piętrze budynku. W masakrze zginęło 17 osób, a 17 kolejnych zostało rannych.

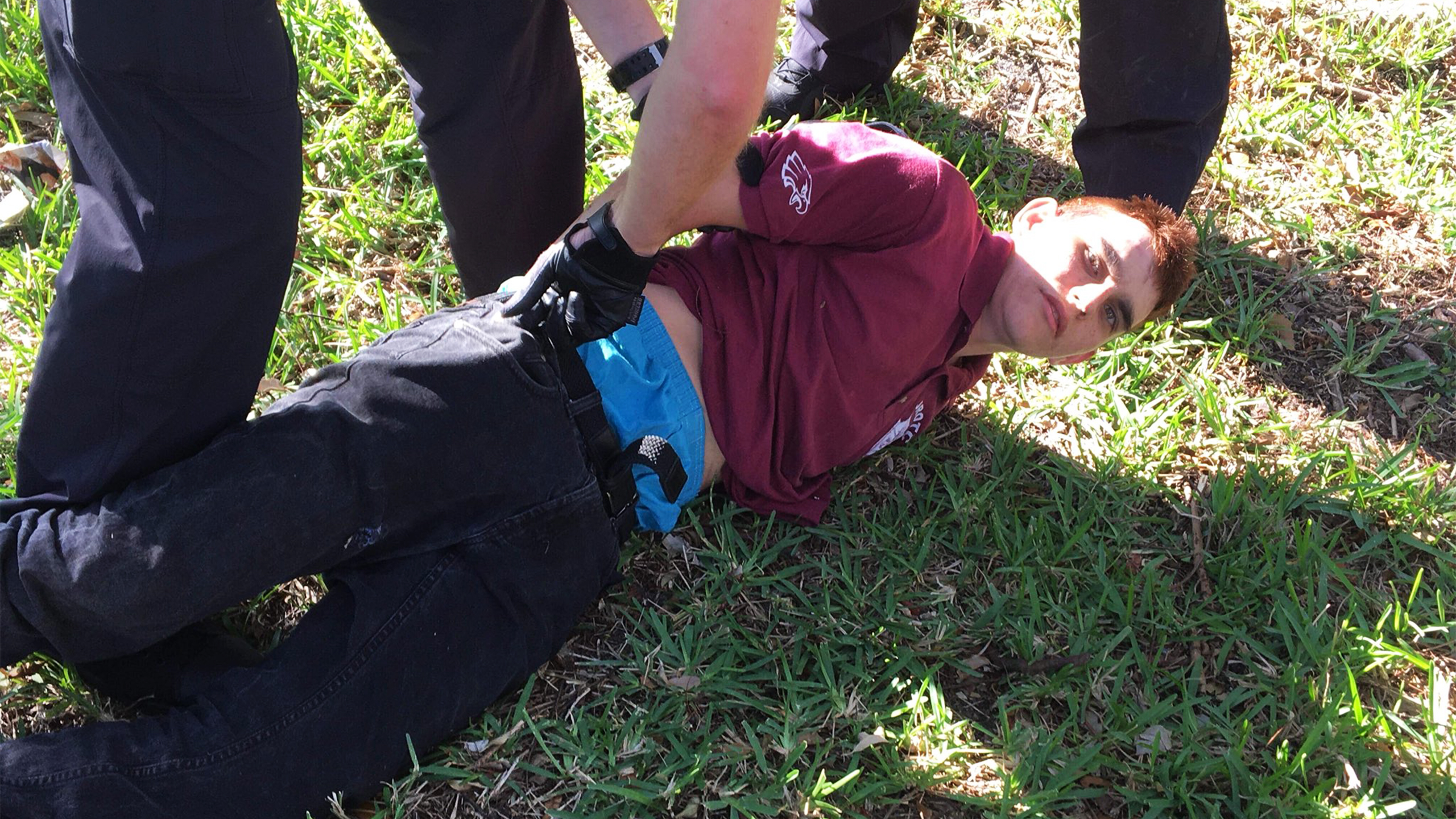
Nikolas Cruz podczas aresztowania.

Kiedy uciekał, około 14:40 zatrzymał się najpierw w restauracji fast foodowej w supermarkecie Walmart i zamówił wodę gazowaną, a później pożywienie typu fast food, po czym oddalił się sprzed jej budynku na piechotę. Zatrzymał się w innej restauracji tego typu i rozmawiał nawet z uczniami, którzy uciekli ze szkoły i nie wiedzieli, że to właśnie on przed chwilą strzelał do nich. Jedną z osób, które zamieniły z nim słowa był uczeń spokrewniony z ranioną Maddy Wilford. O godz. 15:01 Cruz ponownie oddalił się z restauracji i pobiegł na pobliskie osiedle. Około godz. 15:40 policjant Michael Leonard zatrzymał napastnika 2 mile (3,5 km) od szkoły, w mieście Coral Springs w dzielnicy Wyndham Lakes. W czasie aresztowania Cruz nie stawiał policji oporu. Najpierw przetransportowany został do szpitala z powodu ciężkiego oddychania i nieprawidłowej pracy jego serca. Po około 40 minutach stan sprawcy się ustabilizował i stwierdzono iż zaburzenie pracy serca mogło zostać wywołane amokiem i szokiem, w których stanie się znajdował. Następnie został on odwieziony z tego szpitala do aresztu.
Strzelanina wydarzyła się w przeciągu kilku minut – pierwszy strzał padł o 14:21 a ostatni o 14:26 po południu czasu lokalnego, a ostatnia z osób trafionych została zastrzelona o 14:25 po południu. Sprawcę ustalono zarówno na podstawie nagrań z kamer w szkole i relacji świadków. Chwilę po strzelaninie, przed szkołą utworzono polowe miejsca tymczasowego leczenia i opatrywania ran osób rannych w ataku. Na miejsce przybyły siły specjalne i wojsko oraz ambulanse i straż pożarna. Początkowe doniesienia mediów mówiły o co najmniej 20 osobach rannych i 1 zabitym, ale wkrótce później szeryf przekazał na konferencji informację o 17 osobach zabitych i wielu rannych.

## Ofiary strzelaniny[32][33]

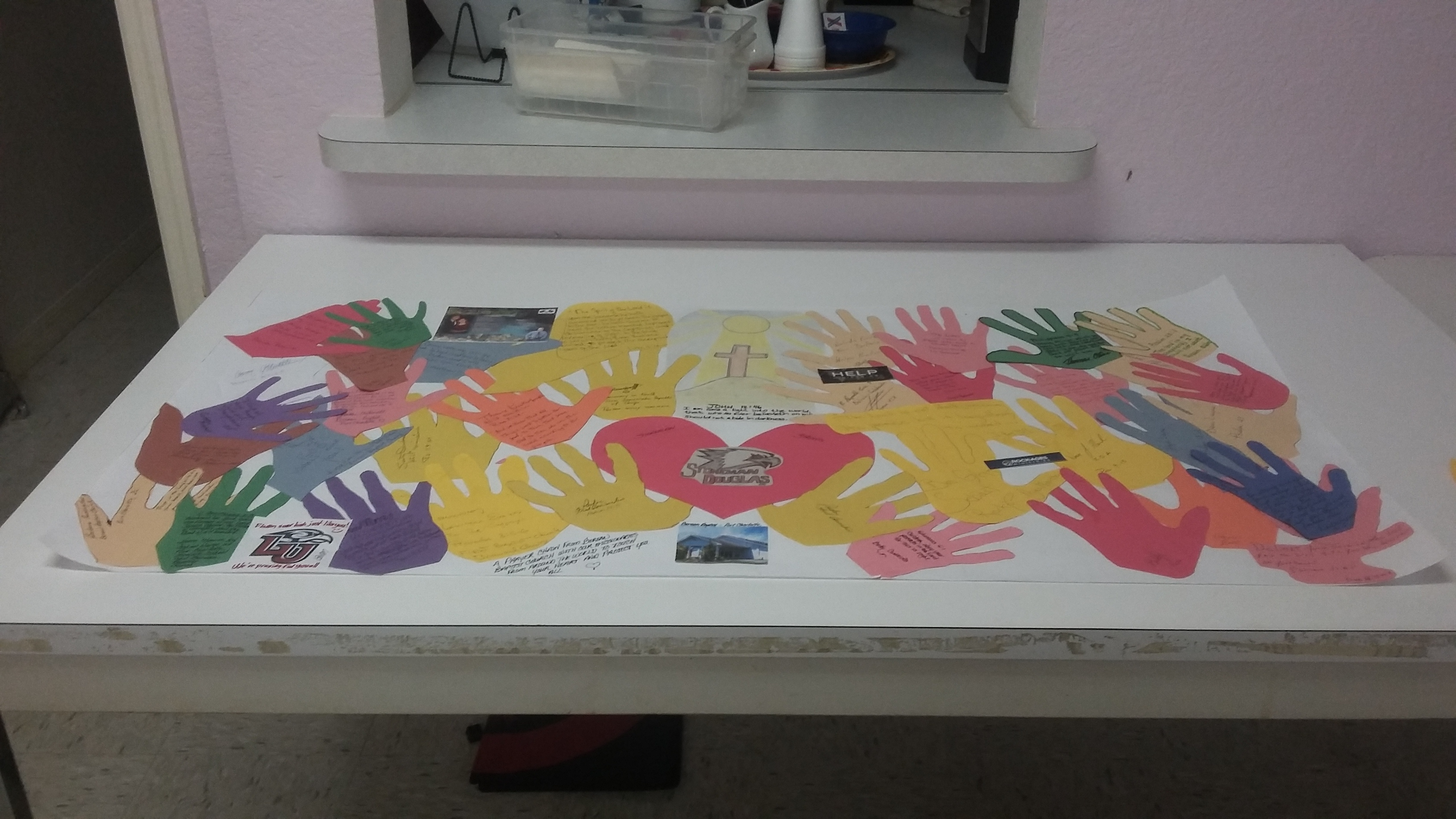
Baner utworzony przez jeden z miejscowych kościołów w celu wsparcia osób, które ocalały ze strzelaniny.

W wyniku ataku 17 osób zostało zabitych i 17 następnych zostało rannych. Dzień po ataku 3 osoby pozostawały w stanie krytycznym w szpitalach, a pierwsi z rannych osób, którzy zostali wypisani, wyszli ze szpitali dwa dni po ataku.

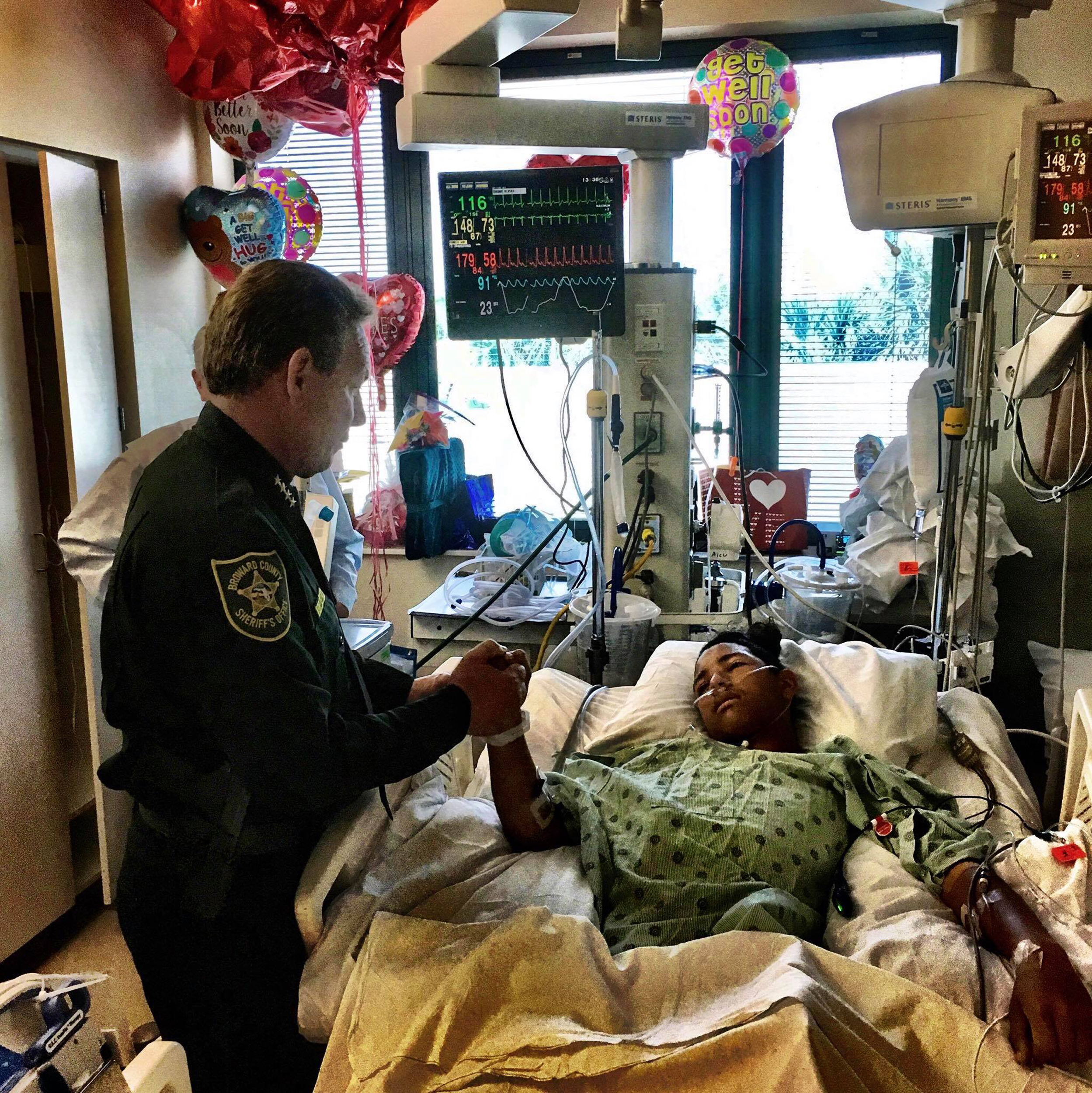
Szeryf hrabstwa Broward odwiedza w szpitalu jednego z rannych.

Kilku nauczycieli i uczniów, którzy zostali zabici, poświęciło swoje życie w obronie innych osób. Tak postąpił między innymi nauczyciel Aaron Feis, który własnym ciałem osłonił dwóch uczniów przed strzałami napastnika, ale sam zginął. Także inny nauczyciel Christopher Hixon zginął w czasie kiedy usiłował pomóc uczniom, którzy byli ranni. Jeden z uczniów Peter Wang własnym ciałem zablokował drzwi od klasy i zginął od kul napastnika, który usiłował tam wejść. Trzy uczennice Alaina Petty, Meadow Pollack, Cara Loughran i uczeń Martin Duque także usiłowali powstrzymać napastnika lecz zginęli od jego kul – Pollack i Loughran zabarykadowały drzwi od jednej z klas, ale z powodu wcześniej zadanych już obrażeń nie były w stanie się wczołgać do środka; wówczas napastnik wrócił pod salę i zabił obie dziewczyny.
Wiele osób rannych w ataku cierpiało później na zespół stresu pourazowego – PTSD. W marcu 2019 roku natomiast dwóch uczniów, którzy nie byli ranni, ale widzieli strzelaninę, popełniło samobójstwo.
Lista ofiar strzelaniny:

1. Alyssa Alhadeff (lat 14)
2. Scott Beigel (lat 35)
3. Martin Duque (lat 14)
4. Nicholas Dworet (lat 17)
5. Aaron Feis (lat 37)
6. Jaime Guttenberg (lat 14)
7. Christopher Hixon (lat 49)
8. Luke Hoyer (lat 15)
9. Cara Loughran (lat 14)
10. Gina Montalto (lat 14)
11. Joaquin Oliver (lat 17)
12. Alaina Petty (lat 14)
13. Meadow Pollack (lat 18)
14. Helena Ramsay (lat 17)
15. Alexander Schachter (lat 14)
16. Carmen Schentrup (lat 16)
17. Peter Wang (lat 15)

## Sprawca
Osobny artykuł: Nikolas Cruz.

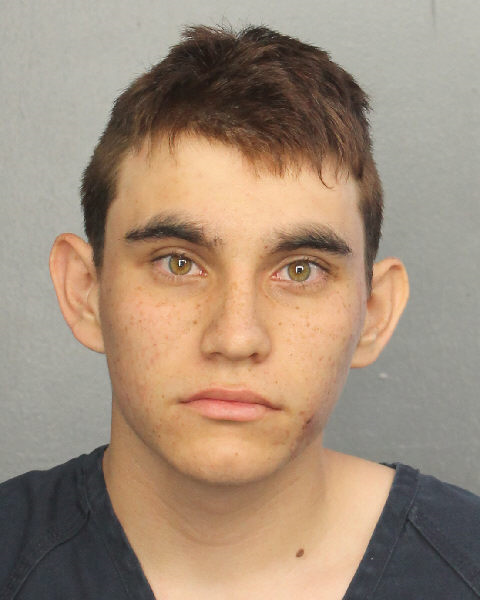
Nikolas Cruz

Sprawcą strzelaniny jest 19-letni Nikolas Jacob Cruz (ur. 24 września 1998 w Margate), który był dawnym uczniem Marjory Stoneman Douglas High School, jednakże został wyrzucony ze szkoły kilka miesięcy przed atakiem. Przyczyną jego wydalenia były groźby, które Cruz stosował wobec innych uczniów oraz wywoływanie fałszywych alarmów przeciwpożarowych. Cruz od siedmiu lat, poprzedzających atak, miał problemy z prawem – kradł pocztę sąsiadom, uszkadzał ich samochody oraz znęcał się nad zwierzętami. W listopadzie 2017 zmarła jego adopcyjna matka. Niedługo później zakupił legalnie karabinek AR-15, który posłużył do dokonania masakry na terenie szkoły.
Sprawca po urodzeniu został adoptowany przez Lyndę i Rogera Cruzów, w tej rodzinie posiadał też przybranego brata Zachary'ego Cruza. Jego przybrany ojciec zmarł w 2004 roku, w wieku 67 lat, a matka w listopadzie 2017 roku, w wieku 68 lat. Po śmierci matki Cruz na krótko mieszkał u przyjaciółki rodziny Rocxanne Deschamps, ale ta wyrzuciła go z domu z powodu groźnych zachowań. Cruz przeprowadził się zatem do mieszkania swojego przyjaciela. W tym momencie Cruz zatrudnił się w pobliskim supermarkecie. Cruz brał udział w programie Junior Reserve Officers' Training Corps, w którym radził sobie doskonale. Sprawca był również członkiem szkolnej drużyny strzeleckiej.
Cruz był niestabilny emocjonalnie w trakcie pobierania nauki w szkołach, począwszy od gimnazjum. Według niektórych doniesień, Cruz miał zespół Aspergera i zespół nadpobudliwości psychoruchowej. Cruz od września 2016 do lutego 2018 roku publikował w internecie niepokojące wpisy, zdjęcia i filmy. We wrześniu 2016 opublikował na portalu Snapchat zdjęcie swoich rąk po samookaleczeniu. Pod filmem na YouTube, będącym dokumentem o masowym mordercy Charlesie Whitmanie, zamieścił kometarz, że zamierza zrobić to samo co on. Pod koniec 2016 i na początku 2017 roku opublikował w internecie serię komentarzy, w których napisał m.in., że zamierza zginąć w walce, zabijając osoby, które nienawidzi oraz że chce zaatakować mniejszości etniczne, religijne i seksualne, ponieważ wierzył, że chcą zniszczyć świat. Cruz publikował też komentarze, wyrażające fascynację masowymi strzelaninami, takimi jak masakra w Columbine High School i masakra w Isla Vista, o sprawcy drugiej z tych masakr, Elliocie Rodgerze, napisał, że nie będzie zapomniany, możliwe, że utożsamiał się z ruchem Incel. Niektóre doniesienia podawały, że Cruz należał do skrajnie prawicowej, rasistowskiej organizacji Republic of Florida, która chce, żeby Floryda była autonomicznym stanem tylko dla białych. Jej członkowie poinformowali, że Cruz brał udział w zorganizowanych przez nią ćwiczeniach paramilitarnych. Podkreślili jednak, że odżegnują się od masakry, której dokonał Cruz.

## Proces sprawcy
Dzień po ataku Cruz został oskarżony o 17 zabójstw z premedytacją i 17 usiłowań zabójstwa. Przyznał się on do winy. W areszcie Cruz został umieszczony w specjalnej celi, mającej uniemożliwić mu popełnienie samobójstwa.
W następnych miesiącach na procesach odbywały się głównie wysłuchania prawników, w obecności Cruza, odnośnie możliwości skazania go na śmierć jeśli zostałby uznany za winnego. Obrońcy argumentowali, że nie ponosi on w pełni odpowiedzialności za swoje czyny z powodu zaburzeń rozwojowych ze spektrum autyzmu oraz depresji. W listopadzie 2018 roku Cruz zaatakował strażnika więziennego i dotkliwie go pobił, za co także został osądzony w osobnej sprawie.
Proces strzelca rozpoczął się jesienią 2021 roku. 20 października 2021 roku Cruz został uznany winnym zarzucanych mu czynów. W listopadzie 2022 roku został skazany na 34 kary dożywotniego pozbawienia wolności, jedna za każdą ofiarę, bez możliwości wcześniejszego warunkowego zwolnienia.

## Reakcje

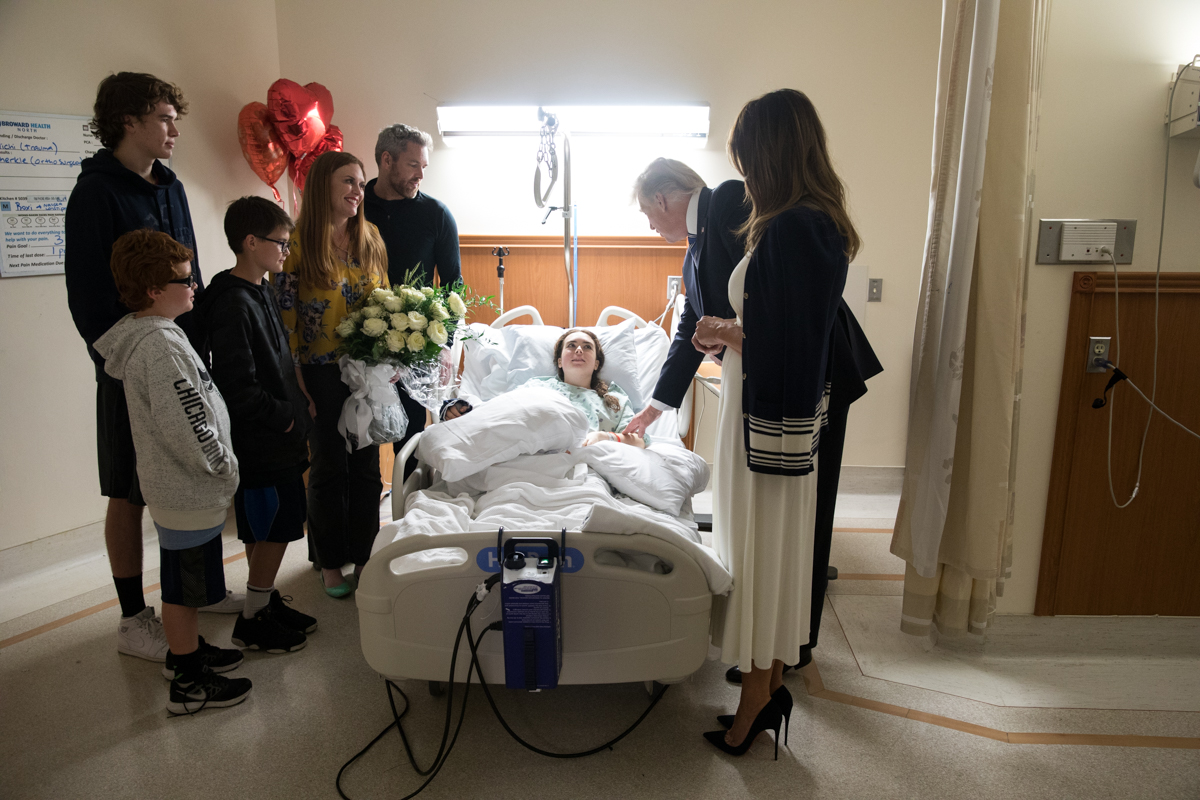
Prezydent Donald Trump wraz ze swoją żoną Melanią Trump odwiedzają ofiary strzelaniny w szpitalu.

Prezydent Stanów Zjednoczonych Donald Trump po ataku wystąpił na konferencji prasowej na której stwierdził, że żadne amerykańskie dziecko nie powinno czuć się zagrożone w amerykańskiej szkole., ale nie wspomniał nic o kwestii potencjalnego zwiększenia kontroli nad bronią palną, która to kwestia powraca przy okazji każdej większej strzelaniny w USA. Trump złożył też kondolencje rodzinom osób zabitych w ataku. Kondolencje złożył też gubernator Florydy Rick Scott.
W reakcji na nieprawidłowości odnośnie zachowania policji w czasie ataku, zwolniono z funkcji szeryfa hrabstwa Broward Scotta Israela, a gubernator Rick Scott udzielił nagany miejscowym władzom w hrabstwie za zaniedbania odnośnie braku reakcji na wcześniejsze zachowania sprawcy i katastrofalne działania i sprzeczne polecenia wydawane w czasie zamachu.
Po protestach odnośnie łatwego dostępu do broni w USA gubernator podpisał ustawę podwyższającą wiek legalnej możliwości posiadania broni palnej na Florydzie z 18 lat do 21 lat. Ustawa przewiduje też uzbrojenie nauczycieli i lepsze zaopatrywanie i usprawnianie pracy oficerów policji zajmujących się pilnowaniem szkolnych zabudowań. Ponadto gubernator nakazał też służbom wprowadzić lepsze środki bezpieczeństwa i procedury w szkołach na wypadek gdyby taka sytuacja się kiedyś powtórzyła.

### Never Again MSD i protesty

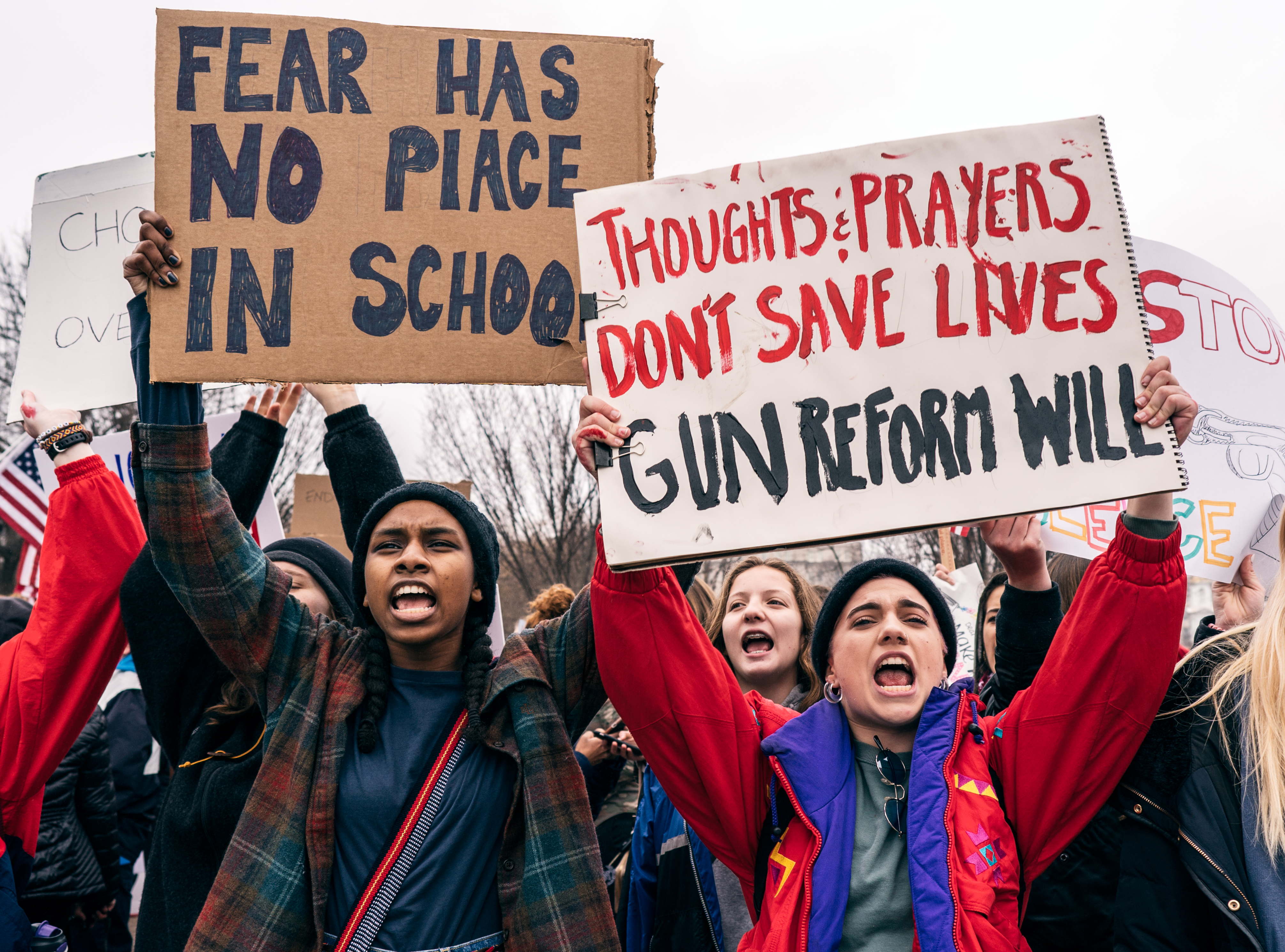
Uczniowie protestujący przeciwko przemocy z użyciem broni i braku reakcji władz na kolejne masakry; okolice Białego Domu w Waszyngtonie, March for Our Lives.

Wielu polityków po ataku krytykowało brak reakcji urzędującego prezydenta i długoletni brak reakcji Kongresu na kolejne masakry z użyciem broni palnej. Wkrótce po ataku kilku uczniów z zaatakowanej szkoły w Parkland utworzyło ruch społeczny Never Again MSD, który stawia sobie za cel nacisk na polityków i lobbowanie na rzecz zwiększenia kontroli nad bronią w USA. Inicjatorami ruchu byli David Hogg i Emma Gonzalez, którzy byli uczniami szkoły w Parkland i widzieli strzelaninę.
Ruch Never Again MSD zaczął krytykować Narodowe Stowarzyszenie Strzeleckie Ameryki (NRA) za lobbowanie za wszelką cenę za łatwym dostępem ludzi do broni palnej w USA. Eksperci i politycy zwracali uwagę po ataku, że NRA straszy członków Kongresu i innych polityków, że jeśli będą się opowiadać przeciwko temu prawu to nie otrzymają od nich poparcia w wyborach. Ruch założony przez uczniów ze szkoły w Parkland otrzymał uwagę ze strony mediów i komentatorzy byli nastawieni do niego z reguły pozytywnie, był on krytykowany głównie przez prawicowych populistów. W następnych miesiącach odbyło się kilka demonstracji o skali krajowej w USA, które były zainicjowane przez Never Again MSD, z czego największym był March for Our Lives, ale pierwsze manifestacje odbyły się już kilka dni po masakrze.